# Bretone (cavallo)
Il cavallo Bretone è un cavallo da tiro pesante, originario della Francia, un tempo utilizzato specialmente nei lavori agricoli. Esso si presenta in tre varianti:
1. Petit Trait Bretone, che pesa 700 kg ed è alto 152 cm
2. Trait Bretone, che può arrivare a pesare anche 950 kg e la sua altezza va dai 157 ai 160 cm al garrese
3. Postier Breton, che ha la stessa altezza del Trait Bretone, ma pesa dai 700 ai 900 kg

I cavalli Bretoni sono generalmente di colore sauro, hanno la testa squadrata, il collo muscoloso, le orecchie piccole e uno sguardo intelligente e vivace.  Essi possono avere il profilo del naso leggermente camuso. Il loro temperamento è dolce, vivace e volenteroso.

## Storia
Il cavallo bretone è una razza di origine francese.

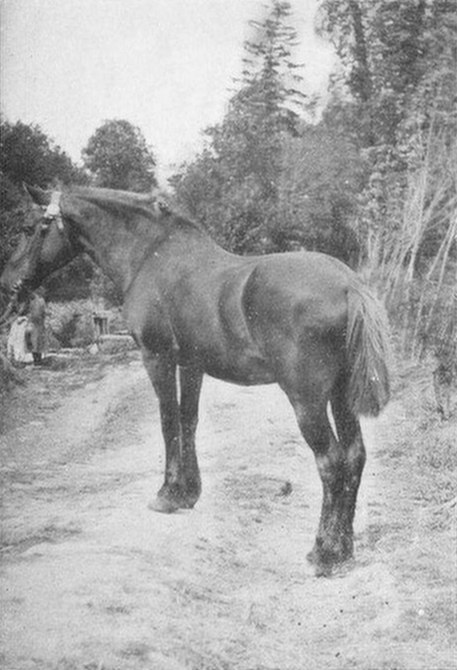
Bidet Breton

Gli allevatori di cavalli bretoni hanno sempre selezionato i bretoni per la loro forza e resistenza.
Secondo alcuni, le sue origini ci riporterebbero indietro di almeno 4 000 anni, a quando gli Ariani emigrando dall’Asia verso l’Europa lo condussero a loro seguito. Secondo altri il punto di partenza della razza dovrebbe essere individuato in quei piccoli cavalli che i guerrieri Celti portarono a ritemprare nelle lande e ai fianchi del Massiccio armoricano prima di iniziare la conquista della Gran Bretagna.
Il bretone era presente principalmente nelle montagne della Francia centrale, fin dal Medioevo.
Il cavallo bretone ebbe certamente un ruolo primordiale per i popoli Galli (cavallo di guerra montato o imbrigliato per i carri di guerra).
Agli inizi del Medioevo, a seguito di nuovi apporti di sangue orientale, questo soggetto conobbe un periodo di popolarità.
Infatti il risultato dell'incrocio di cavalli di montagna con cavalli orientali era chiamato Bidet d’Allure o Bidet Breton.

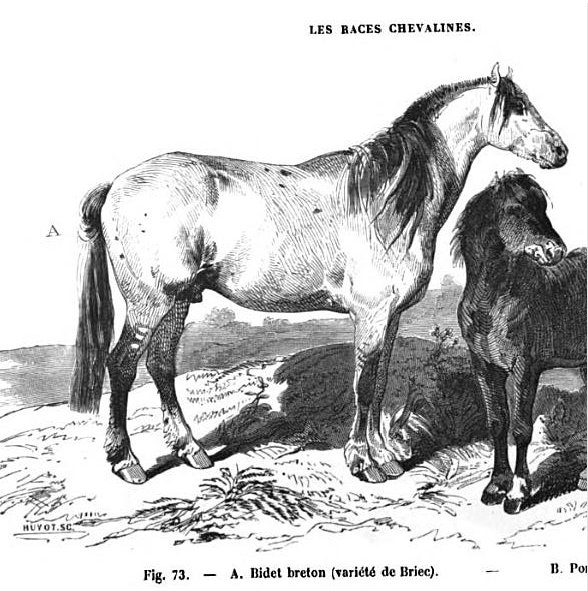
Bidet Breton di Briec

Considerato un bene prezioso, il duca di Lancaster offre a Bertrand du Guesclin un cavallo bretone per ringraziarlo della sua prodezza nel quartier generale di Dinan.
Il suo ritmo tra l'ambio e il trotto rende il bretone un cavallo molto confortevole e quindi molto popolare per usi militari.
Dal 1500 sono elencati due tipi di bretoni:
- cavallo da soma e lavori agricoli nel nord della Bretagna,
- il cavallo di guerra e per lunghi viaggi nel paese di Briec.[1]

Nel XVIII secolo, il Bidet era considerato un cavallo cattivo. Gli allevatori si sforzano di renderlo più veloce e più forte in modo da renderlo adatto alla trazione, rendendolo l’antenato di due versioni distinte: il Sommier, allevato nella Bretagna settentrionale, ideale per il lavoro in campagna, per portare some e per tutti i tipi di tiro leggero; e il Roussin, versione più leggera, allevato nella Bretagna centrale e meridionale, adatto per la sella, famoso per la comodità.
La rivoluzione è un duro colpo per l'allevamento. Già prima dell’epoca imperiale, il Roussin venne incrociato con stalloni orientali prima, con il Puro Sangue Inglese poi. Nacque così il Bretone de Corlay, oggi quasi scomparso.
Nel diciannovesimo secolo, il cavallo bretone era ricercato e apprezzato per i servizi di rullaggio, il treno di artiglieria, le poste e le diligenze. Nel 1842, la Bretagna aveva quasi 30 000 puledri ogni anno. Il modello fu perfezionato all'inizio del XX secolo. Il bretone è anche considerato come esaltatore di razza (cavallo canadese, muli, anglo-arabi). È all'origine della creazione di razze dai tratti pesanti.

### Uso militare
Il bretone è un cavallo da guerra molto apprezzato soprattutto per l'artiglieria. Fu un innegabile alleato durante la campagna russa sotto Napoleone. Napoleone tuttavia rifiutò l'integrazione dei bretoni nelle scuderie nazionali perché furono castrati.
La Haras Nationaux si impegna nel corso degli anni a perfezionare e imporre uno standard di razza agli allevatori. Purosangue inglese e arabo essendo molto alla moda, sono incrociati con cavalli bretoni.

Nel 1806 fu creato il primo deposito di stalloni nell'Abbazia di Langonnet e poi trasferito nel 1857 a Hennebont. Hennebont diventa quindi la capitale dell'allevamento del cavallo bretone. 

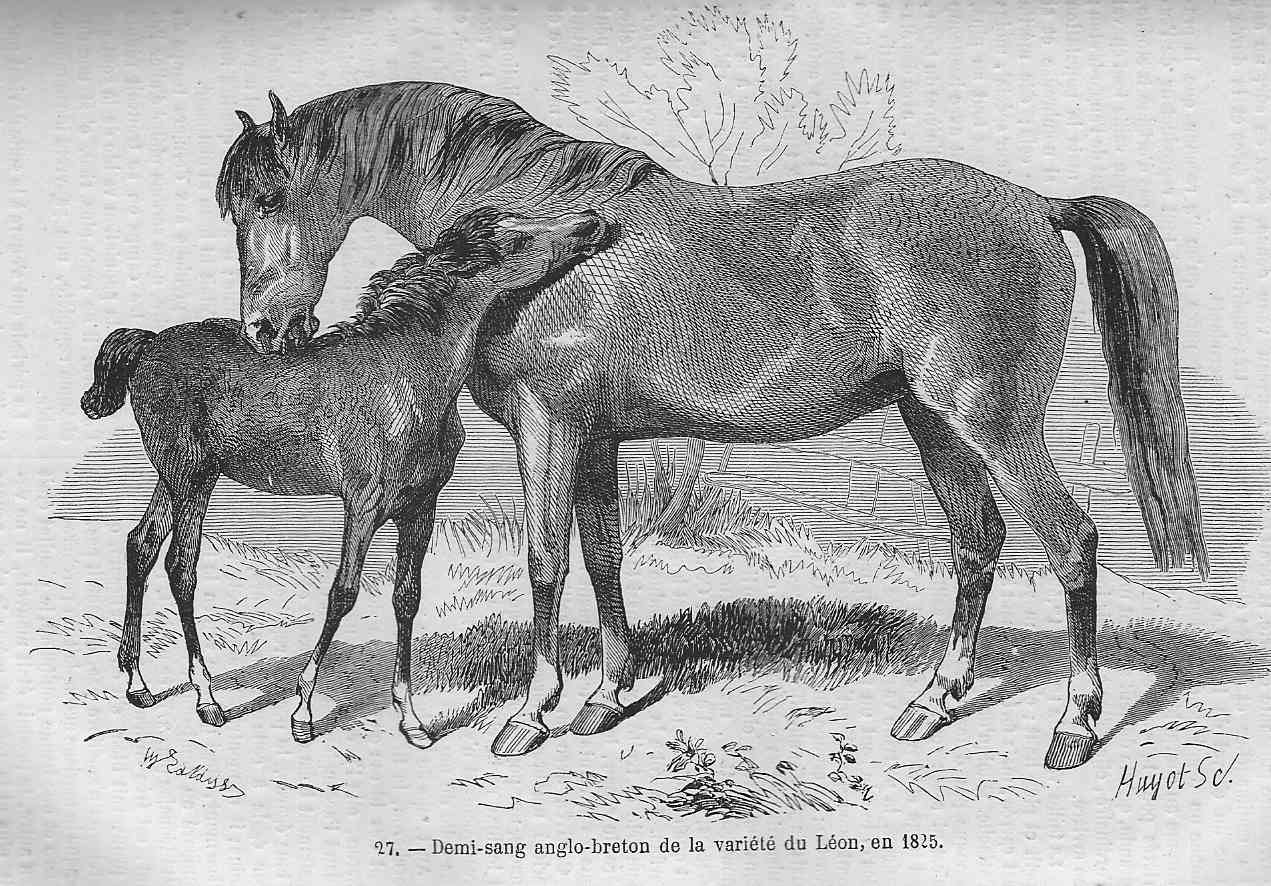
Anglo-bretone

Fu nel 1909 che fu aperto il libro genealogico del cavallo bretone. Nel 1920, fu presa la decisione di consentire alle riserve di sangue esterne di respirare nuovo sangue nella razza.
Tuttavia, a causa della sua resistenza e delle sue andature, il bretone rimane un'eccezione, l'incrocio è accusato di ridurre le sue qualità. La motorizzazione è la fine dell'uso del cavallo bretone come cavallo da lavoro. Il numero di bretoni sta diminuendo.
Nel 1970 il bretone era quasi scomparso. Gli allevatori quindi lo producono come un cavallo da carne. Il modello assume quindi volume. Dagli anni '90 l'allevamento del cavallo bretone rimbalzò con l'aspetto del cavallo da diporto. Nel 1996 l'Haras Nationaux vietò lattracco della coda.
Il numero di prodotti è in aumento: passa da 1 700 animali nel 1990 a 3 400 nel 2002. Dall'aprile 2003 esiste un'unione di allevatori di cavalli bretoni (SECB).

## Caratteristiche morfologiche
Estremamente versatile, il Bretone è un cavallo di tipo brachimorfo, ed è il classico cavallo delle piccole aziende agricole della Bretagna.
Questa razza è caratterizzata dalla sua massa molto sviluppata, in particolare è muscolosa su spalle e cosce. A causa dei numerosi ceppi di razza le dimensioni degli animali variano da 1,45 m minimo a 1,70 m per gli esemplari più grandi, per un peso medio di 750 kg. Può facilmente arrivare a una tonnellata di peso per i cavalli destinati al macello.

### Standard morfologico
Il Bretone è un cavallo indigeno della Francia nord occidentale. Un tempo ne esistevano quattro tipi, uno dei quali adatto a essere montato. Oggi ne sono riconosciuti due: il Trait Bretone (o Grande Bretone) per il tiro pesante, e il Bretone Postier per il tiro più leggero.
Esiste anche un terzo tipo, il Bretone Corlay, ormai molto raro.
Il Trait da tiro pesante fu sviluppato con incroci tra l'Ardennese, il Boulonnais e il Percheron. Il più piccolo Postier, ha linee di sangue Boulonnais, Percheron, e Norfolk Roadster. Entrambi i tipi hanno lo stesso libro genealogico. Sono allevati in selezione ed esaminati negli attacchi.

#### Trait Bretone (Grande Bretone)
il Trait Bretone è pesante, compatto, dotato di grande forza e tenacia, ed è ideale per i lavori agricoli.

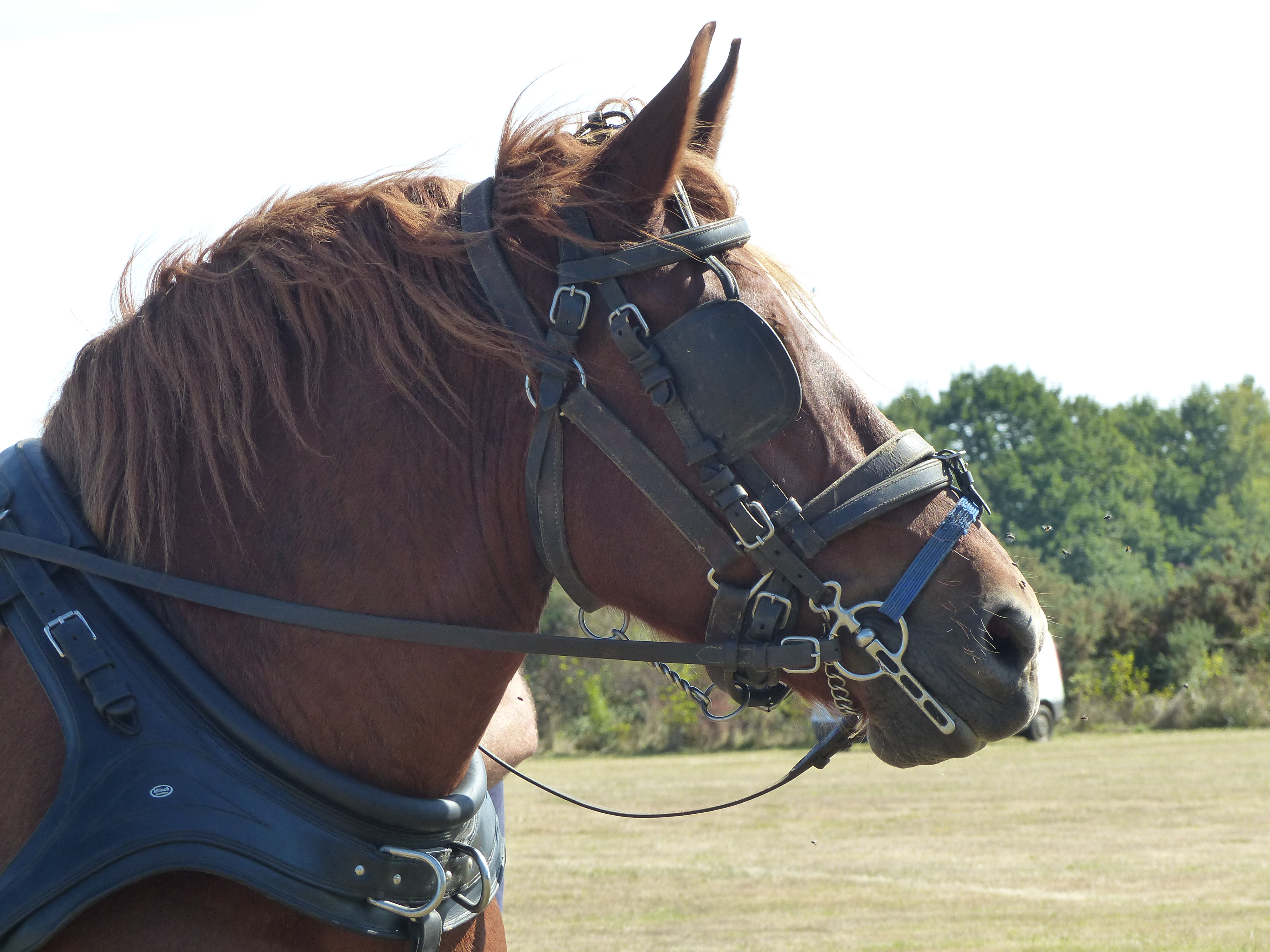
Profilo rettilineo del Trait Bretone

La testa è ben proporzionata, piuttosto squadrata, con ganasce pesanti; ha profilo rettilineo o leggermente camuso; la fronte è larga; le orecchie sono piccole e molto nobili; le narici ampie; occhi ben distanziati, vivi e dall'espressione gentile. Il collo è largo e muscoloso, arcuato, piuttosto corto e ben attaccato alle spalle; il garrese si presenta largo, muscoloso e poco prominente; la linea dorso-lombare è breve e dritta, il dorso e le reni sono larghi; la groppa è obliqua, ampia e muscolosa, marcamente doppia; il petto è largo e anch'esso muscoloso, così come la spalla che è pure lunga e inclinata e ne conferisce un movimento attivo, veloce e sciolto. L'attaccatura della coda è piuttosto alta per una razza da tiro. Il torace è esteso e profondo. Gli arti sono brevi e possenti, ben conformati con articolazioni larghe e resistenti; buoni appiombi; i garretti sono larghi, resistenti e con ottima angolazione; i tendini robusti e vigorosi; i pastorali sono corti; avambraccio e gamba ben muscolati, stinchi talvolta sottili ma solidi; zoccolo ben conformato e robusto.  Nella parte inferiore degli arti compaiono moderati ciuffi di pelo. I movimenti dei posteriori sono particolarmente diritti e liberi.

#### Bretone Postier
Il tipo Postier è considerato "uno dei più preziosi patrimoni zoologici in Francia", simbolo di "successo zootecnico", è infatti l'esempio più noto del successo di un incrocio.
È piccolo e dinamico, ha le gambe asciutte, sul tipo del Suffolk Punch leggero. Ha eccellenti andature (soprattutto il trotto) ed è molto indicato per trainare carrozze o carichi per il trasporto pesante rapido.
Un tempo era impiegato nell'artiglieria, ora è ideale per i lavori agricoli leggeri e serve per migliorare altre razze.

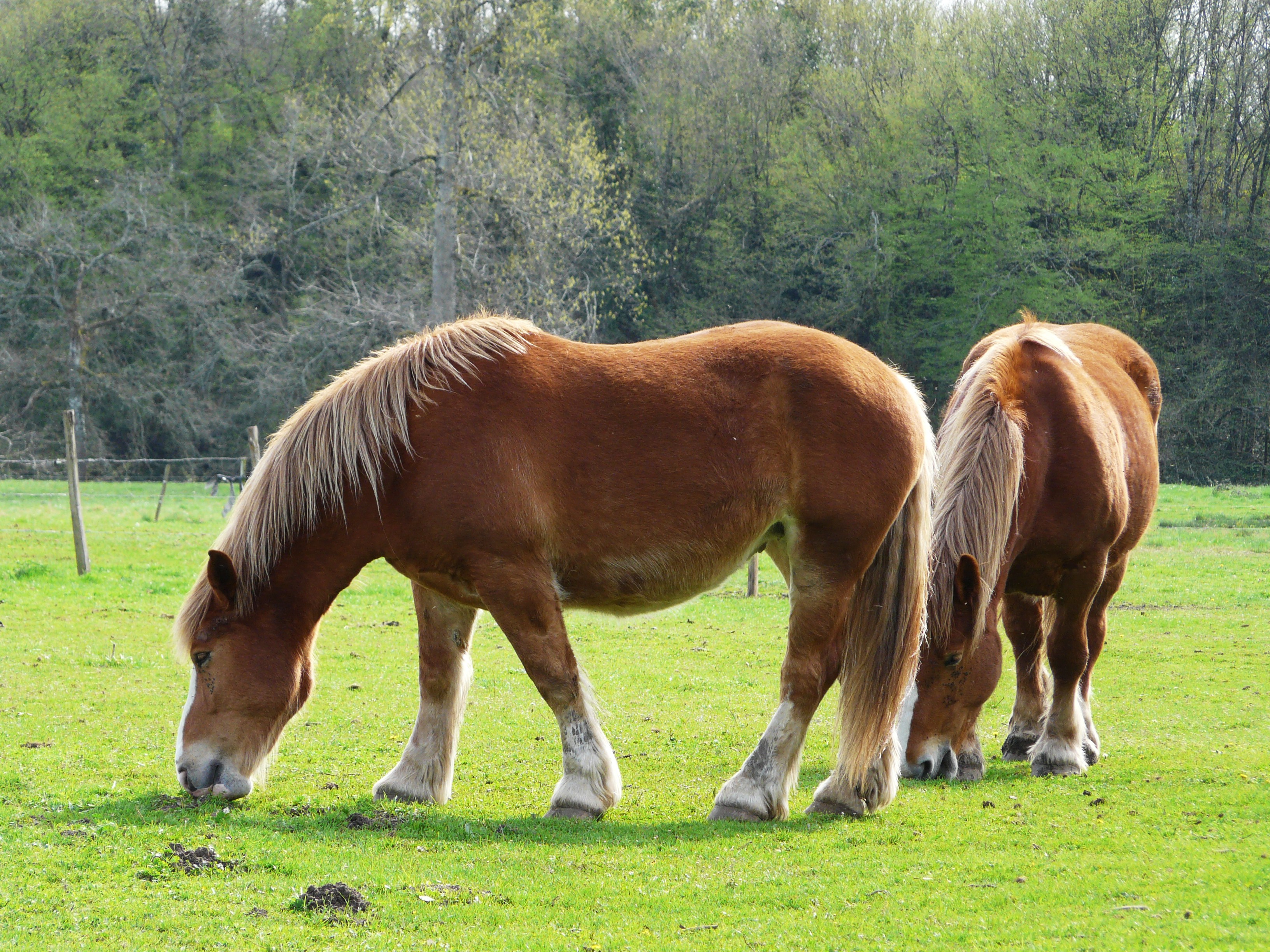
Tipico mantello sauro, con i crini più chiari rispetto al corpo

### Mantelli
Il mantello del Bretone è in genere sauro, spesso con i crini più chiari rispetto al corpo, ma talvolta anche baio, ubero e roano; rarissimo il morello. Alcune enciclopedie sostengono che anche il mantello grigio è accettato, ma questo è stato smentito secondo la versione 26 maggio 2011 dei regolamenti race stud-book (il libro genealogico).  La ragione della diffusione del mantello grigio è probabilmente dovuta agli incroci con il Percheron.
Il sauro scuro o bruciato e l'ubero scuro sono ora particolarmente ricercati. La maggior parte dei cavalli hanno molti peli bianchi, tra cui alte balzane bianche e una grande lista in testa, anche chiamato "bella faccia" per questa particolarità, a causa della presenza del gene ovvero tra le risorse genetiche della razza.
Tuttavia, il stud-book sta ora cercando di limitare la presenza del bianco nel mantello, in quanto sarebbe un segno di "cattiva reputazione" per migliorare altre razze.

### Temperamento e andature
Il loro temperamento è dolce, vivace e volenteroso.
Questo cavallo è considerato da tutti molto robusto, rustico e laborioso, né esigente, né capriccioso, familiare e gentile. Nonostante la sua massa e gli arti corti, ha andature attive, tra cui un trotto vivace. La sua buona resistenza ai climi caldi è apprezzata per l'esportazione. Quando nel 1917 fu richiesta la creazione di una razza di cavalli da tiro in Marocco, il bretone fu proposto per l'importazione e l'incrocio. Lo stesso valeva in Algeria nel 1913.
Il bretone è stato oggetto di uno studio per determinare la presenza della mutazione del gene DMRT3 che causa ulteriori nuove andature: lo studio di 15 soggetti ha confermato l'assenza di questa mutazione in tutti i cavalli testati, così come l'assenza di cavalli con andature aggiuntive tra i soggetti della razza.

## Libro genealogico
La razza è controllata dal Syndicat des Eleveurs du Chaval Breton e il suo Stud Book risulta istituito dal 1990, gli animali per essere iscritti al libro genealogico devono rispettare determinate condizioni contenute nell'apposito regolamento la cui ultima pubblicazione risale al 28 dicembre 2018 ed entrato in vigore il 1º gennaio 2019. Il regolamento è suddiviso in diversi articoli, ognuno dei quali descrive dettagliatamente le diverse condizioni di iscrizione.

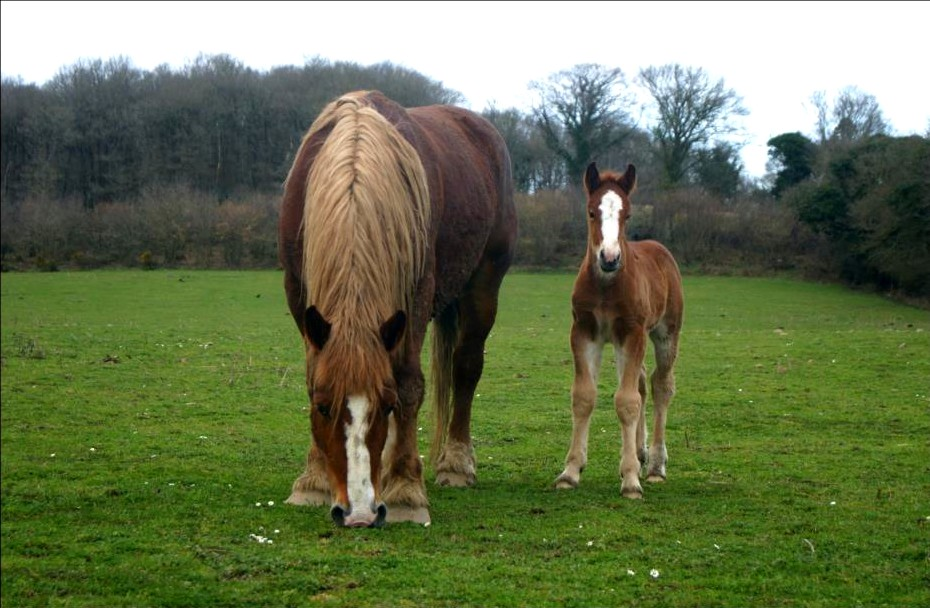
Giumenta e puledro bretone

Il libro genealogico francese del cavallo bretone comprende:
- Un repertorio di stalloni autorizzati a produrre nella razza.[18]
- Un elenco di fattrici destinate a produrre nella razza.[18]
- Un elenco di animali scrivibili alla nascita nel libro genealogico della razza.[18]
- Un elenco di animali registrati su base iniziale.[18]
- Un elenco di animali registrati per l'importazione.[18]
- Un elenco di allevatori di cavalli bretoni.[18]

Sono ammessi a portare la denominazione bretone solo gli animali iscritti allo stud book francese o a uno straniero ufficialmente riconosciuto dall'associazione nazionale del cavallo di tratta bretone. i cavalli possono essere iscritti a titolo dell'ascendenza, a titolo iniziale e a titolo di importazione.
- Iscrizione a titolo di ascendenza: un soggetto è iscritto automaticamente se prodotto di due riproduttori Bretoni nati in Francia e che soddisfi le condizioni regolamentari per l'identificazione degli equidi tra cui quelle definite dal ministro dell'agricoltura ovvero il soggetto deve essere contrassegnato con un trasponder. La giumenta madre del soggetto deve avere almeno due anni di età al momento della monta e deve essere stata regolarmente identificata.[18]
- Iscrizione a titolo di importazione: un cavallo importato in Francia iscritto a un libro genealogico ufficiale della razza bretone può essere iscritto allo Stud-book francese del cavallo bretone.[18]

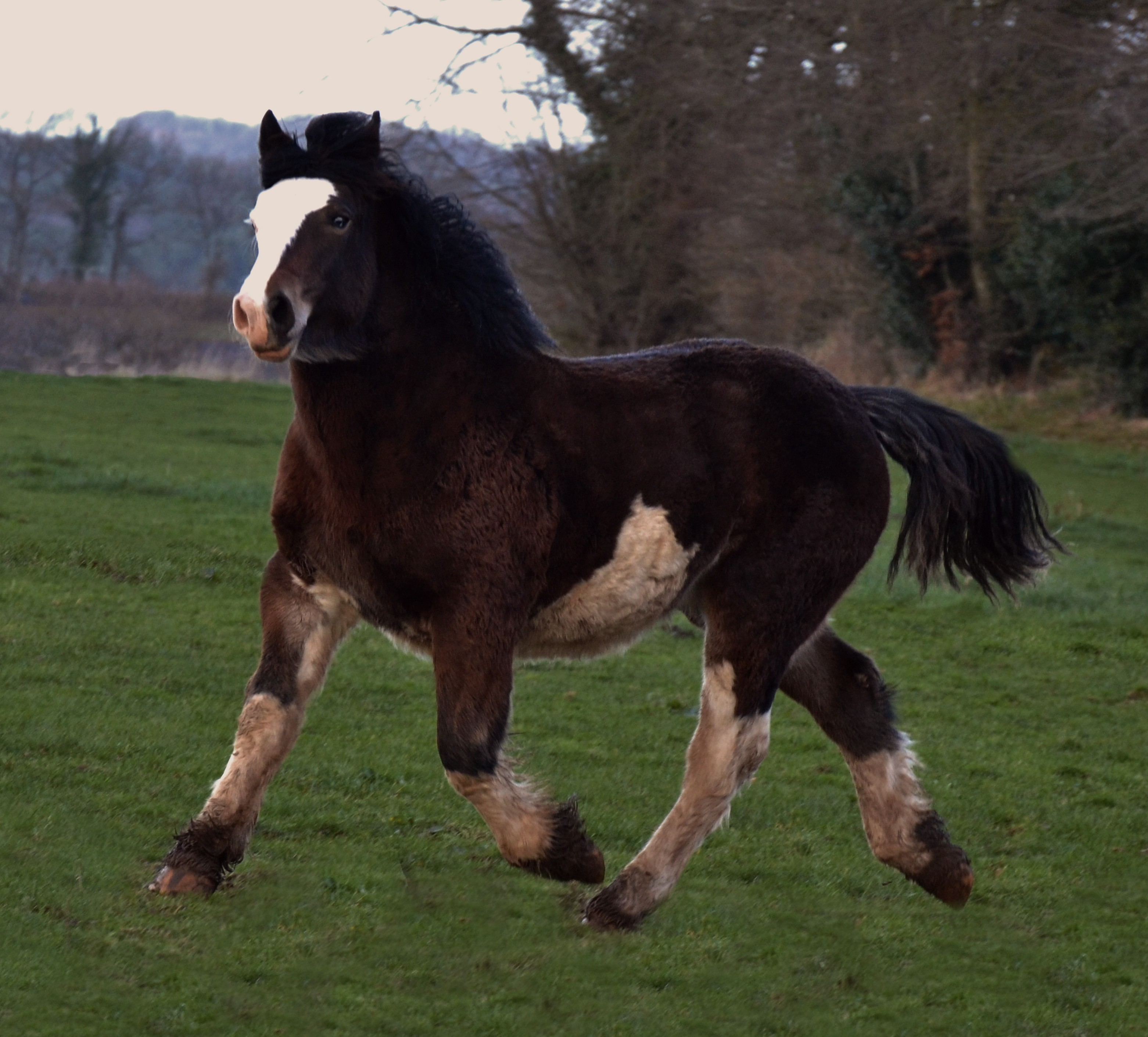
Puledra Dolmen, esclusa dal libro genealogico a causa del bianco troppo diffuso

 Gli animali ottenuti da fecondazione artificiale, dall'uso dell'embryo transfer e da uso di seme congelato di stalloni morti o castrati iscritti al libro genealogico.  Ai puledri iscritti viene apposto sul lato sinistro del collo il marchio a fuoco distintivo della razza, una "V" rovesciata sormontata da una croce che rappresenta la sagoma stilizzata di un ermellino, simbolo della Bretagna

## Selezione
L'unione degli allevatori del cavallo bretone mira a rappresentare la razza, selezionarla e migliorarla. Dal 2003 la selezione degli animali si è concentra sulla fertilità degli stalloni e sulla limitazione di particolarità a sede fissa del mantello. I mantelli composti a colori separati come il pezzato sono vietati dallo standard di razza.
I puledri le cui balzane salgono sopra le articolazioni sono solitamente venduti per la produzione di carne inoltre queste non dovrebbero idealmente superare la parte superiore dello zoccolo.Questo orientamento è stato incluso nel 2009 nel regolamento del registro della razza, che prevede il rifiuto di segni bianchi al di fuori della testa limitandoli nella parte delle narici, delle labbra e degli arti. Le balzane che superano la base del garretto e del cannone non sono ammesse. Un esempio è stata la puledra Dolmen, nata il 13 aprile 2013.Che con la cosiddetta mascherina, ovvero una macchia bianca che si diffonde per tutta la testa, la faccia, dalla fronte alle narici e con le balzane molto estese al di sopra del garretto. Essa è stata esclusa dal libro genealogico della razza nonostante la registrazione di entrambi i genitori e la sua identificazione. È stata istituita una petizione per farla comunque accettare.

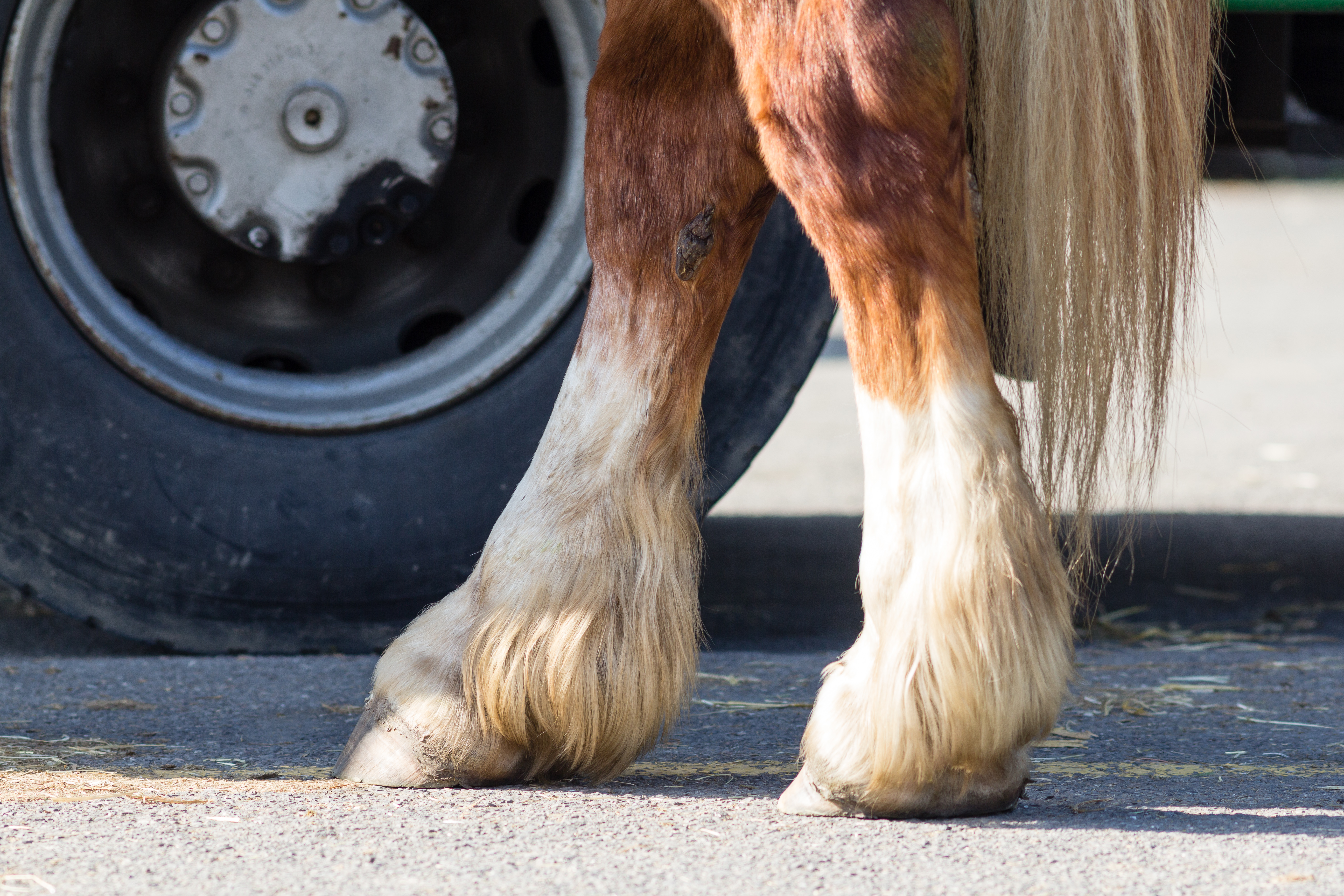
Balzane bianche arti posteriori

Gli stalloni per essere approvati come riproduttori devono essere iscritti allo Stud-book, essere conformi allo standard di razza, avere origini certificate, essere vaccinati contro l'influenza equina ed avere almeno due anni. inoltre devono aver ottenuto il voto minimo fissato dalla commissione dello Stud-book.
Gli allevatori stanno anche cercando di alleggerire gli standard di razza per limitare l'ippofagia ovvero il consumo di carne equina e adattarlo per le competizioni e le attività ricreative.

### Malattie genetiche
Il cavallo bretone può essere colpito da varie malattie genetiche. Il gene recessivo responsabile dell'epidermolisi bollosa giunzionale è presente in circa il 14% dei cavalli della razza (dato del 2015). Questa malattia provoca la nascita di puledri senza cute in alcune parti del corpo provocandone rapidamente la morte. Un test genetico può rilevarlo ed evitare così l'accoppiamento di due soggetti portatori.
Dal 2004, il programma di editing genetico messo in atto dall'unione riproduttiva ha richiesto una verifica sistematica degli standard di allevamento, da allora la presenza del gene è diminuita. Il cavallo bretone può anche essere trasportare della miopatia di stoccaggio di polisaccaride equina (PSSM), una malattia genetica dominante ereditabile che riguarda lo stoccaggio del glicogeno.
Non sono stati effettuati studi sulla mandria francese, tuttavia, uno studio statunitense del 2010 su 51 cavalli bretoni ha scoperto che il 64% di loro portava la mutazione responsabile della malattia.

## Rilevamenti morfologici
L'obbiettivo del programma di allevamento del cavallo bretone è quello di attuare un miglioramento genetico dell'intera popolazione in relazione al trend del mercato. Esso si basa sull'apprezzamento morfologico degli animali attraverso il punteggio. È uno strumento descrittivo che ti consente di valutare i cavalli per l'accoppiamento e per l'utilizzo, giudicare un cavallo significa stabilire la sua carta descrittiva, permette di evidenziarne i punti di forza e di debolezza. Inoltre, esiste una valutazione dello stato di ingrasso e una notazione lineare del tipo trait / postier nella razza.
Dal 2013, i cavalli bretoni sono giudicati nelle gare di allevamento con una griglia di giudizio. Questa griglia si suddivide in 5 criteri, Il punteggio massimo totale è di 50:
- Testa / collo: il punteggio massimo è di 10 punti che corrispondono a testa espressiva, orecchie ben orientate, profilo smusso e dritto, occhio vivace, collo ben innestato nel tronco e ben orientato.
- Corpo: il punteggio massimo è di 10 punti che corrispondono ad un buon sviluppo, buona profondità del torace, buona linea di fondo, dorso corto, rene corto e forte, spalla lunga e obliqua, groppa lunga e piatta, ampia e doppia.

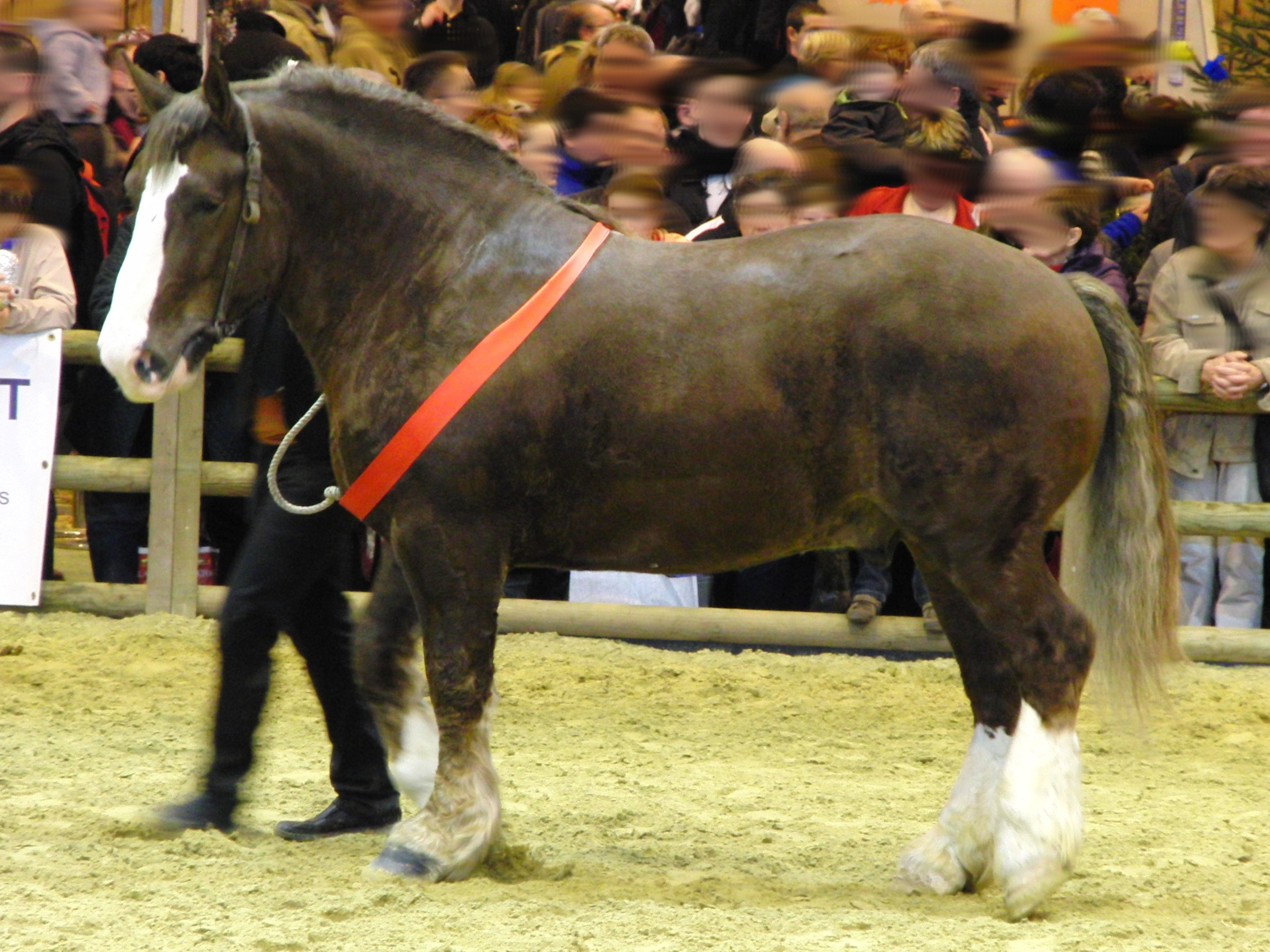
Concorso di valutazione morfologica

- Piedi e appiombi di profilo:  il punteggio massimo è di 10 punti che corrispondono ad uno sviluppo proporzionato in relazione alla massa,garretti ampi resistenti e asciutti, buon equilibrio di profilo con l'animale in stazione.
- Equilibrio e arti in movimento: il punteggio massimo è di 10 punti, l'animale è in movimento, si valutano le diverse andature.
- Impressione generale:  il punteggio massimo è di 10punti, l'animale deve risultare armonioso, in buone condizioni, espressivo.[20]

Il punteggio assegnato per ciascun criterio è mostrato da un segno o da una spunta in un quadrato colorato all'intersezione della riga criteri / colonna note. Una gradazione dall'arancione al rosso brillante viene usata per le note al di sotto della media, una gradazione dal giallo al verde scuro per le note più alte.
Le griglie di punteggio consente all'allevatore di:
- localizzare l'animale su una scala di criteri.[20]
- ottenere un parere esterno sui punti di forza e di debolezza dell'animale.[20]
- avere uno strumento di aiuto per l'accoppiamento.[20]

## Usi, attitudini e consistenza

### Usi e attitudini

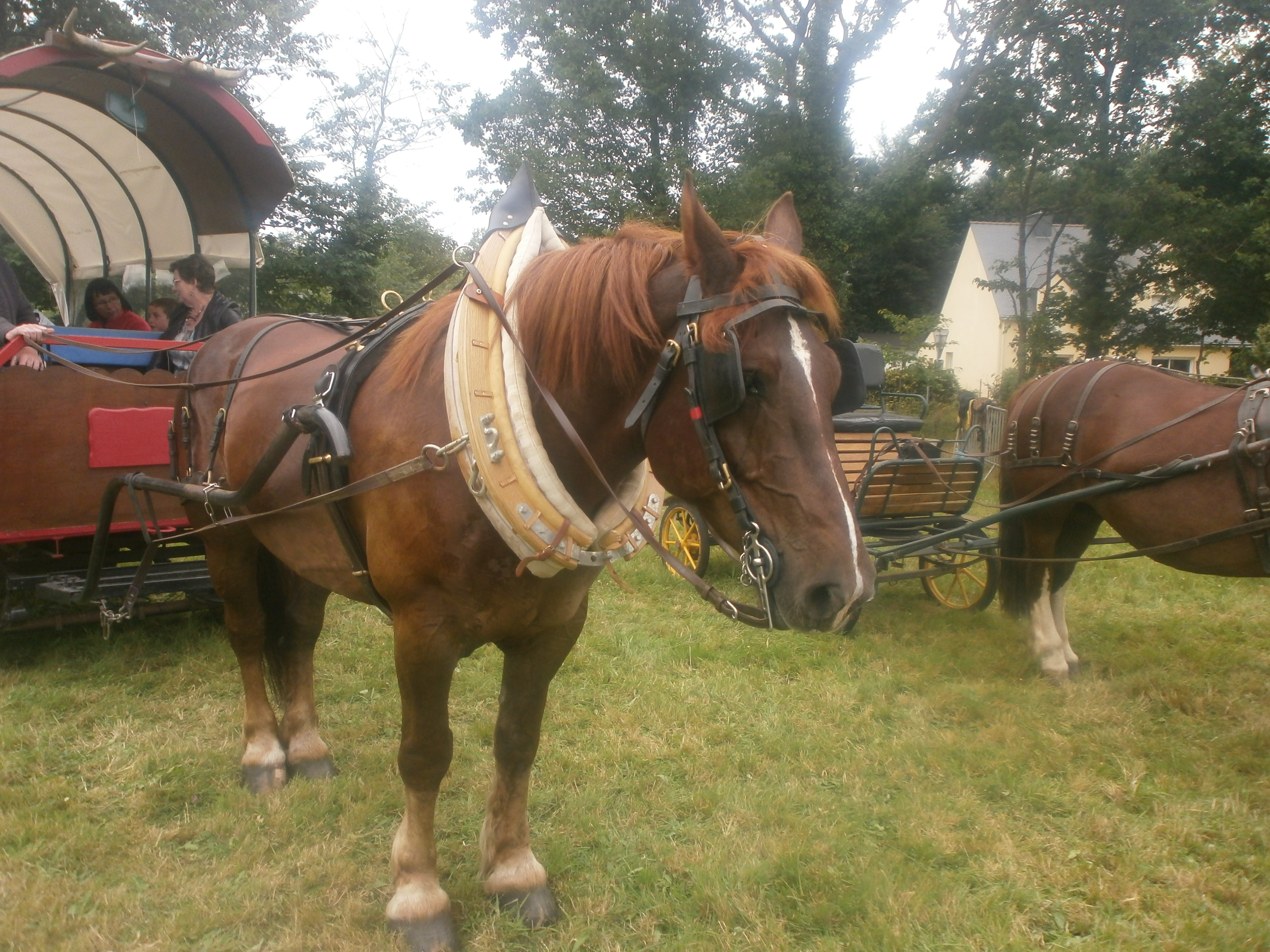
Cavallo Bretone con i finimenti per il traino

Il Bretone è un cavallo utilizzato in molto ambiti a causa dei diversi sottotipi di razza esistenti. Questo animale, infatti, è ideale per la competizione e per il turismo da tiro grazie alla buona andatura e alla notevole docilità. Questa razza prende parte a diverse competizioni della scuderie nazionali ma anche alla competizione SHF aperta a giovani cavalli o competizioni ufficiali FFE. Una gara completa prevede 4 fasi: presentazione e addestramento, maratona, maneggevolezza e trazione. I finimenti utilizzati per la competizione e il turismo si dividono principalmente in tre parti; la prima è la più essenziale in quanto è destinata a tirare cioè a trasmettere al veicolo il moto del cavallo, si chiama collare o pettorale. La seconda componente è rappresentata da briglia, morso e redini che servono a comandarlo mentre la terza ovvero la braga serve per trasmettere i movimenti all'indietro, per far arrestare o far indietreggiare il veicolo e per opporsi alle discese. I finimenti da carro sono gli stessi ma più grossolani e forti.
Per queste particolari attività e per i lavori agricoli si utilizza il Grande Bretone in quanto animale forte e tenace. Dopo l'avvento della meccanizzazione il cavallo Bretone ha perso importanza in agricoltura anche se viene tuttora utilizzato da parte dei coltivatori di ortaggi della "Cintura d'Oro" nei campi di carciofi e cavolfiori in quanto aiuta a preservare il suolo e le sue colture. Viene utilizzato anche all'interno dei boschi per lo slittamento del legno.
Il Bretone da tiro pesante e tiro pesante rapido è il Breton Postier; è un cavallo molto forte assai ricercato nel mercato della carne. Questo animale piccolo e dinamico presenta un tratto che lo distingue quale: il temperamento energico e attivo che offre grandi soddisfazioni. In passato il Postier è stato un eccellente cavallo per il traino dell'artiglieria.
La divisione principale che si trova all’interno della razza sono animali di piccole dimensioni ideali per la sella mentre quelli di dimensioni nettamente maggiori usati per il tiro pesante o per lavori agricoli. Un particolare attività che svolge attualmente questa razza è la raccolta delle alghe.
Il Bretone è usato anche per la produzione di carne che viene consumata in molti paesi europei quali:Italia, Francia, Belgio, Svizzera e Germania.

### Consistenza
Attualmente la razza Bretone conta 4500 capi iscritti al Libro genealogico del Cavallo Agricolo Italiano da T.P.R. con circa 800 allevamenti iscritti. Le principali zone interessate alla selezione sono rappresentate da Veneto, Emilia-Romagna, Friuli, Umbria, Lazio e Abruzzo, Puglia, Campania e Toscana.

## Allevamento
La culla allevatoriale del cavallo bretone è sicuramente rappresentata dai quattro dipartimenti bretoni,ovvero:Finistère, Côtes d'Armor, Ille-et-Vilaine e Morbihan. Inoltre a nord della Loira Atlantica e ad ovest del Maine e Loira. Oggi troviamo il cavallo bretone quasi ovunque in Francia e principalmente nelle zone del Massiccio Centrale e dei Pirenei. Qualsiasi puledro di due genitori bretoni può essere inserito nello Stud Book per la razza,indipendentemente dal luogo di nascita in Francia. Esiste anche una procedura di registrazione iniziale per le fattrici e puledre degli stalloni bretoni che hanno soddisfatto le formalità della commissione di registrazione iniziale(conformità alla norma di razza). Questi riconoscimenti sono fondamentali per mantenere la selezione. L'allevamento del cavallo bretone può essere effettuato sia allo stato brado che in modo stallino essendo una razza rustica si adatta facilmente a condizioni diverse; nonostante ciò è comprovato che l'allevamento allo stato brado porta numerosi benefici al benessere e alla crescita dei cavalli. L'allevamento di questa razza equina si basa su consolidate norme tecniche in fatto di igiene,riproduzione,e norme di benessere animale che, a parità di tutte le altre razze, devono essere rispettate.

### Alimentazione

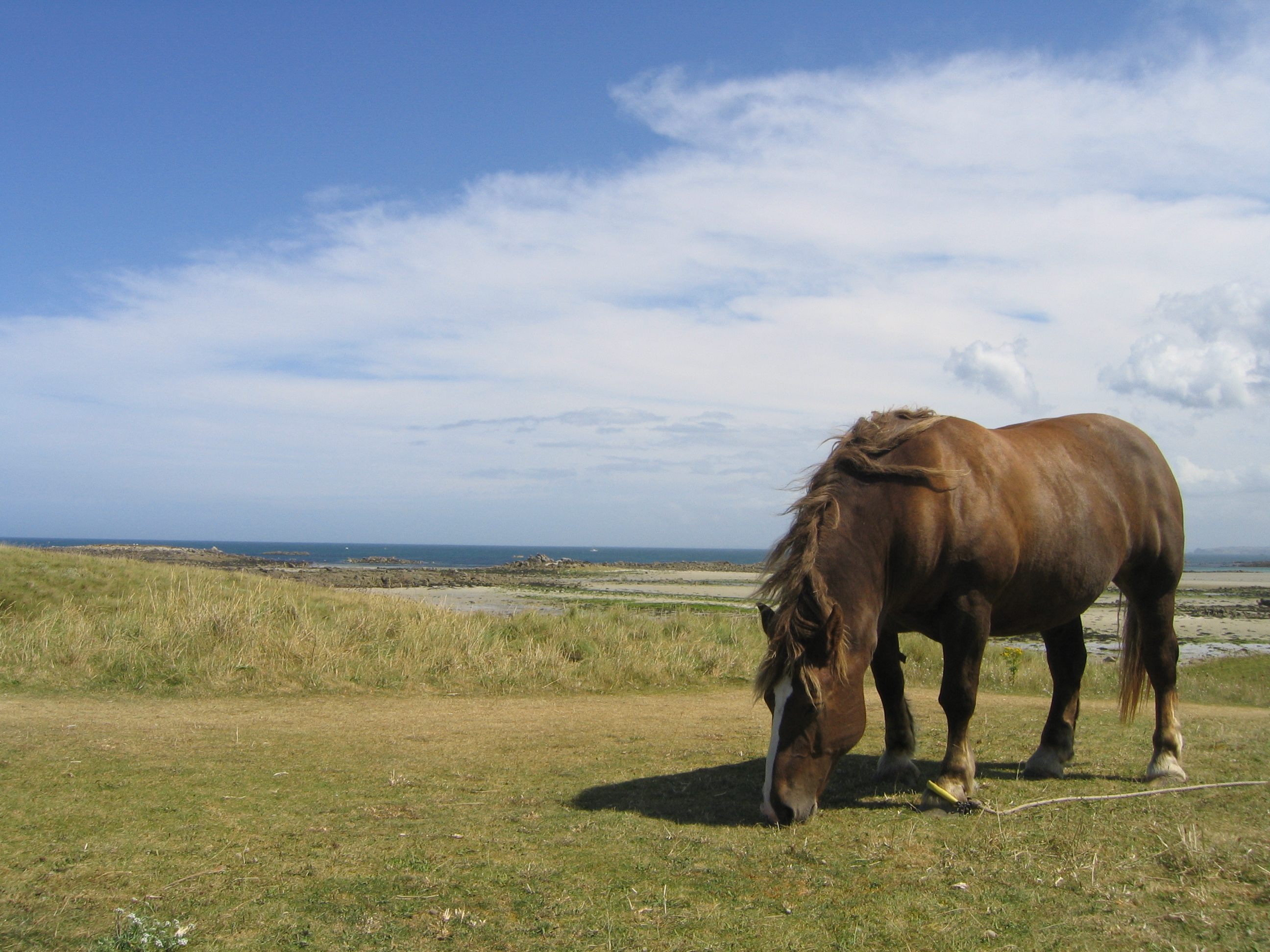
Cavallo trait bretone

L'alimentazione del cavallo da tiro deve essere adeguata alle sue individuali condizioni e al lavoro che svolge, tenendo conto che la razione non deve cambiare repentinamente e che oltre a soddisfare le esigenze energetiche, proteiche e minerali,deve contenere un minimo di FG del 50% ed essere costituito per almeno la metà da foraggio. Bisogna inoltre considerare che l'assunzione giornaliera di SS deve raggiungere nei cavalli adulti il 2,8/3% del peso vivo, mentre nei puledri in crescita, il 4%. Il pascolo rappresenta la condizione ottimale di allevamento, soprattutto se l'area pascoliva è sufficientemente ampia e dotata di un buon manto erboso. Da non dimenticare che il cavallo deve disporre di acqua pulita e fresca e che per dissetare un cavallo ci vogliono non meno di 20-30 litri al giorno. Bisogna comunque ricordare che l'alimentazione varia moltissimo da allevatore ad allevatore in quanto viene integrata con tantissimi altri prodotti quali granella, mais, orzo, crusca ecc.
Nell'alimentazione del puledro dopo lo svezzamento (5-7 mesi) bisogna tener conto che la sua crescita e il suo sviluppo sono rapidi fino a un anno realizzando più del 50% della crescita ponderale e circa il 70% della crescita in altezza. Parallelamente il tessuto muscolare si sviluppa particolarmente a partire da un anno mentre il tessuto adiposo si accresce soprattutto alla fine del periodo di crescita. Sia la crescita che sviluppo variano in funzione della razza, il sesso,e le condizioni ambientali e dipendono dall'adattamento del tipo genetico all'ambiente. I fabbisogni nutrizionali e quindi gli apporti alimentari raccomandati variano con il peso dei singoli soggetti e in base al loro incremento ponderale giornaliero del momento.
Le cavalle gravide di razze pesante sono il più delle volte allevate in ampi ricoveri all'aperto e generalmente allevate al minor costo. In ogni caso occorre tener conto oltre che dei fabbisogni di mantenimento e di eventuale accrescimento, legato all'età,di quelli di gestazione e di allattamento. Per questo motivo è largamente usato l'impiego di grandi quantità di foraggio verde fresco, alimento ideale nel periodo di allattamento.
Lo stallone immesso alla monta a 4 anni è un animale praticamente adulto perché ha raggiunto il 90% del proprio peso e del proprio sviluppo. Occorre quindi tener conto oltre dei fabbisogni di mantenimento in funzione del numero di monte.
Agli animali impiegati nel lavoro sarà sufficiente somministrare all'animale circa 2,5–3 kg di avena o concentrato dopo il lavoro, risulta fondamentale riuscire a somministrare in più volte nell'arco della giornata il mangime.

### Tipi di fecondazione e diagnosi di gravidanza
Nella monta naturale la cavalla si assoggetta alla monta quando va in calore, i comportamenti tipici del calore sono: ricerca del maschio emettendo nitriti, cerca spesso di urinare, emettendo poca urina, apre e chiude la vulva e ha la mucosa arrossata. Dopo due o tre salti che riceve dallo stallone, i calori cessano e probabilmente è fecondata.

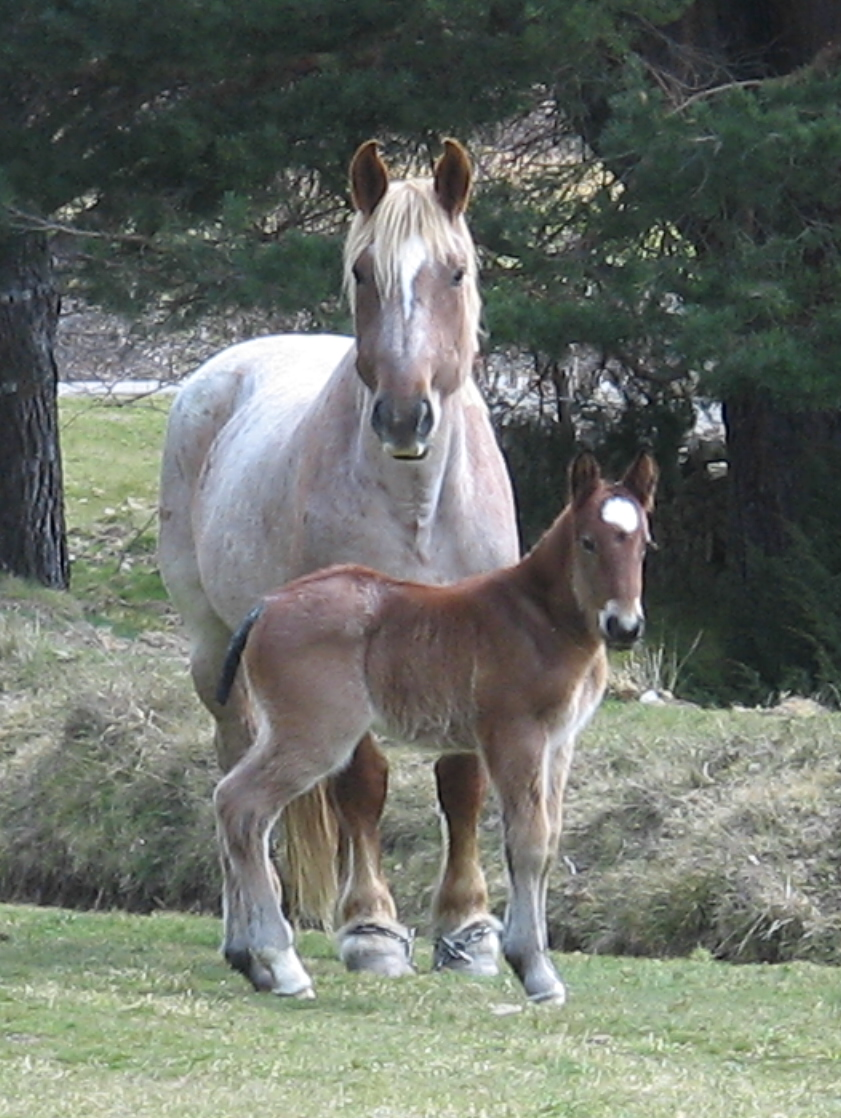
Giumenta e puledro Bretone

Molti allevatori, negli ultimi anni, hanno deciso di affidarsi alla fecondazione artificiale: grazie a questa pratica veterinaria è possibile ingravidare la cavalla senza doverla portare dallo stallone. Il veterinario, per prima cosa, eseguirà una visita ginecologica per accertarsi della presenza di un follicolo in fase di accrescimento, quando esso raggiunge i 4 cm di diametro si inizia a fecondare la cavalla a giorni alterni fino a quando non si nota la presenza del corpo luteo al posto del follicolo, questo è il segno che il follicolo è scoppiato e che l'ovulo può essere fecondato, queste operazioni vengono eseguite grazie a ecosonda e schermo ecografico. Il primo controllo di gravidanza può essere eseguito già a due settimane di distanza dall'ultima fecondazione con un'altra ecografia e ci si può accertare della presenza di una vescicola embrionale all'interno dell'utero, nel caso che la fecondazione sia riuscita si eseguirà un secondo controllo a un mese di distanza ed un terzo controllo a due mesi per verificare la presenza dell'embrione, in alcuni casi viene effettuata un ulteriore controllo. Al decimo mese di gravidanza per controllare la posizione del puledro. Al terzo mese di gravidanza è già possibile stabilire il sesso del puledro tramite un controllo ecografico. Se la fecondazione non è riuscita occorre seguire la cavalla per un altro ciclo, attendere la maturazione di un altro follicolo e tentare una nuova fecondazione.

### La cura del puledro
Una volta nato il puledro, è opportuno chiamare il veterinario che procederà con una visita neonatale; vengono controllati il battito del cuore e la respirazione, le condizioni generali del puledro e della madre. Al puledro viene praticata un'iniezione con del siero antitetanico perché fino al sesto mese il suo sistema immunitario non è autosufficiente e necessita di anticorpi in parte forniti dalla madre con il colostro, e in parte dall'allevatore tramite il siero. Durante questa visita viene anche disinfettato l'ombelico del puledro mentre la madre viene sottoposta ad una vista ginecologica per accertarsi che non vi siano lesioni nel canale del parto. Durante questa visita viene inoltre somministrato un vermifugo alla madre, il principio chimico di questo prodotto (l'invermectina) può passare al puledro tramite il latte della madre e causare diarrea nei primi giorni di vita. Nei giorni successivi al parto, puledro e madre vanno lasciati in tranquillità in un ambiente pulito, alla cavalla vano somministrati alimenti sani ed energetici. Bisogna abituare il puledrino al contatto con le persone fin dai primi giorni di vita, addestrarlo alla cavezza e a seguire docilmente l'allevatore che faciliterà tutte le successive fasi di allevamento e addestramento, evitando inutili lotte con animali ingovernabili e spaventati dal contatto con le persone. Dopo qualche giorno è possibile riunire la fattrice e il puledro con le altre cavalle; bisogna ricordare che a volte la neo-mamma può non accettare la vicinanza di altri cavalli allontanandoli dal puledrino con calci e morsi, in questo caso è meglio separarli dal resto del branco per qualche giorno. Rimane fondamentale per ogni puledro crescere in mezzo ai suoi simili, avendo modo di familiarizzare con gli altri membri del branco e giocare con gli altri puledri, in questo modo crescerà sveglio e sano, socievole e con un buon carattere.

### Aspetti sanitari
I bretoni come del resto i cavalli da tiro pesante sono animali robusti e rustici, queste caratteristiche unite al tradizionale metodo di allevamento portano a pensare erroneamente che gli animali di tale razza non necessitino di vaccinazioni o altri semplici interventi divenuti basilari nell'allevamento di altre razze.

#### Vaccinazioni
Le vaccinazioni più comunemente trattate sono l'influenza e il tetano, vengono eseguite tramite una iniezione intramuscolare e per legge bisogna eseguire una rigorosa profilassi vaccinale.

#### Sverminazione
Ogni 4 mesi circa sarebbe opportuno eseguire un trattamento antiparassitario per i parassiti dell'apparato digerente, queste semplici operazioni possono essere svolte personalmente dal proprietario in quanto non regolate dalla legge e non necessitano di una certificazione da parte del veterinario.

### Coliche
Con questo termine si fa riferimento ad un insieme di sintomi che fa riferimento alla presenza di dolore a livello della cavità addominale del cavallo, un cavallo in colica si rotola di continuo, raspa il terreno con un anteriore, si guarda spesso il fianco e si copre di sudore. È senza dubbio una sintomatologia da non sottovalutare e bisogna far ricorso il più presto possibile a un tempestivo intervento veterinario in quanto può essere a rischio la vita del cavallo.